# Vattalkundu
Vattalkundu är en ort i Indien.   Den ligger i distriktet Dindigul och delstaten Tamil Nadu, i den södra delen av landet, 2 100 km söder om huvudstaden New Delhi. Vattalkundu ligger 237 meter över havet och antalet invånare är 22 638.
Terrängen runt Vattalkundu är platt åt sydväst, men åt nordost är den kuperad. Runt Vattalkundu är det tätbefolkat, med 530 invånare per kvadratkilometer. Vattalkundu är det största samhället i trakten. Omgivningarna runt Vattalkundu är en mosaik av jordbruksmark och naturlig växtlighet.